# X3D
Extensible 3D, kurz X3D, ist eine auf XML (XML-Encoding, Datei-Endung .x3d) basierende Beschreibungssprache für 3D-Modelle, die in einem Webbrowser angezeigt werden können. X3D wird durch das Web3D Consortium betreut und wurde im Jahre 2001 vom W3C-Konsortium als offizieller Standard für 3D-Inhalte im Internet verabschiedet. 
Es ist der Nachfolger des VRML-Standards, der als sogenanntes Classic-Encoding (Datei-Endung .x3dv) immer noch Teil von X3D ist, und ist seit Dezember 2004 als ein offener ISO-Standard spezifiziert. Seit 2015 gibt es mit ISO/IEC 19776-3 einen Standard, um X3D-Daten in einer Binärdatei zu speichern (Datei-Endung .x3db, MIME-Type model/x3d+binary).

## Weitere Details
Genau wie in VRML lassen sich auch in X3D dreidimensionale virtuelle Welten, Spiele, wissenschaftliche Visualisierungen und interaktive Lernanwendungen in Echtzeit realisieren. Gegenüber VRML stehen jedoch bei X3D wesentlich mehr standardisierte Möglichkeiten und Schnittstellen bereit.
Der Funktionsumfang von X3D ist in Profile (z. B. Interchange oder Immersive) aufgeteilt. Dies erlaubt es Herstellern, standardkonforme Programme zu erstellen, ohne alle Details implementieren zu müssen, wie dies beim für damalige Verhältnisse recht umfangreichen Standard VRML97 der Fall war.
Ab dem Jahr 2005 sollte X3D auch Bestandteil des MPEG-4-Standards werden und dort ebenfalls VRML97 ablösen. Um eine Verbindung zwischen X3D und 3D-Inhalten in MPEG-4 (BIFS) herzustellen, wurde eine Teilmenge von X3D mit der Bezeichnung XMT-A entwickelt. Es ist eine in MPEG-4 Part 11 definierte Variante des Extensible MPEG-4 Textual format (XMT).
Darüber hinaus lassen sich X3D-Inhalte in XPS-Dokumente (XML Paper Specification) einbetten. Das Format wurde 2009 von Ecma International als ECMA-388 standardisiert. Das Portable Document Format (PDF) unterstützt eine vergleichbare Einbettung von 3D-Inhalten, hier wird jedoch das U3D-Format (ECMA-363) eingesetzt.
Zur Darstellung von X3D im Browser: Nativ unterstützen Browser die Darstellung von X3D bisher nicht. Es existiert auch kein Browser-Plug-in für Browser um eine Darstellung zu realisieren. Das Browser-Plug-in X3D-Viewer verlangt einen Upload einer lokalen X3D-Datei innerhalb des Plugins. Es ist im engen Sinne also ein Viewer.
Es gibt weitere Viewer: Octaga Player, FreeWrl, BS Contact, Xj3D. 
Mit X3DOM oder X_ITE lassen sich X3D-Dateien in einen WebGL-fähigen Browser betrachten. Um X3DOM oder X_ITE zu nutzen, ist jeweils das Einbinden eines Javascripts auf der Webseite notwendig.

## Beispiel
```
<?xml version="1.0" encoding="UTF-8"?>

<!DOCTYPE X3D PUBLIC "ISO//Web3D//DTD X3D 3.3//EN"

  "http://www.web3d.org/specifications/x3d-3.3.dtd">

<X3D
 
profile=
"Interchange"
 
version=
"3.3"

     
xmlns:xsd=
"http://www.w3.org/2001/XMLSchema-instance"

     
xsd:noNamespaceSchemaLocation=
"http://www.web3d.org/specifications/x3d-3.3.xsd"
>

<Scene>

  
<Shape>

    
<IndexedFaceSet
 
coordIndex=
"0 1 2"
>

      
<Coordinate
 
point=
"0 0 0 1 0 0 0.5 1 0"
/>

    
</IndexedFaceSet>

    
<Appearance>

      
<Material
 
diffuseColor=
'0.1 0.5 1'
/>

    
</Appearance>

  
</Shape>

</Scene>

</X3D>

```